# Gigaannum
A giga-annum időegység, 109, azaz egymilliárd év. Rövidítése Ga.
A természettudomány számos ága használja, például az asztronómia, a geológia és a paleontológia. Korábban ugyanezzel a tartalommal a gya és a bya rövidítéseket is alkalmazták.

## Néhány esemény gigaannumban
- Ősrobbanás: mintegy 13,7 Ga
- A Tejútrendszer keletkezése: mintegy 13,6 Ga
- A Föld keletkezése: mintegy 4,55 Ga
- Az élet keletkezése a Földön: mintegy 3,5 Ga